# 白瘤翼法螺
白瘤翼法螺（学名：Gyrineum cuspidatum）为法螺科翼法螺屬下的一个种。